# (39456) 4120 T-3
4120 T-3 (asteroide 39456) é um asteroide da cintura principal. Possui uma excentricidade de 0.05545090 e uma inclinação de 4.11733º.
Este asteroide foi descoberto no dia 16 de outubro de 1977 por Cornelis Johannes van Houten e Ingrid van Houten-Groeneveld e Tom Gehrels em Palomar.